# Aeglopsis
Aeglopsis é um género botânico pertencente à família Rutaceae.

## Principais espécies
- Aeglopsis alexandrae
- Aeglopsis beguei
- Aeglopsis chevalieri
- Aeglopsis eggelingii
- Aeglopsis mangenoti